# Plesionika exigua
Plesionika exigua is een garnalensoort uit de familie van de Pandalidae. De wetenschappelijke naam van de soort is voor het eerst geldig gepubliceerd in 1906 door Rathbun.